# Biconisoma mirabilis
Biconisoma mirabilis is een hooiwagen uit de familie Gonyleptidae. De wetenschappelijke naam van Biconisoma mirabilis gaat terug op Roewer.